# Clubiona minuta
Clubiona minuta là một loài nhện trong họ Clubionidae.
Loài này thuộc chi Clubiona. Clubiona minuta được Hercule Nicolet miêu tả năm 1849.